# Перуанско-чилийские отношения
Перуанско-чилийские отношения — двусторонние дипломатические отношения между Перу и Чили. Протяжённость государственной границы между странами составляет 168 км.

## История
Отношения между этими странами омрачает давний пограничный спор. C 1836 по 1839 год страны находились в состоянии войны, окончившейся победой Чили и распадом Конфедерации Перу и Боливии. В феврале 1879 года войска Чили напали на Боливию. Перу, имевшее с Боливией договор о взаимопомощи, вступило в войну в апреле того же года. Господствуя на море, чилийцы к концу года оккупировали боливийское побережье и перуанскую провинцию Тарапака. 12 июня 1883 года правительство Перу было вынуждено подписать договор о передаче Чили провинции Тарапака. 
В 1883 году был подписан мирный договор между Перу и Чили, но делимитация сухопутной границы состоялась только в 1929 году, а морская часть границы осталась предметом споров на протяжении десятилетий. Несмотря на существующие противоречия, в 2009 году страны подписали соглашение о свободной торговле, что привело к росту товарооборота. В 2012 году Перу и Чили стали членами торгового блока Тихоокеанский альянс, в который также вошли Мексика и Колумбия.

## Экономика
В 2012 году Перу являлось четвертым по величине получателем чилийских инвестиций в мире. Чилийские компании инвестировали в экономику Перу 13,6 млрд долларов США, в основном в сектор розничной торговли и услуг. Перуанские инвестиции в экономику Чили являются более скромными, но демонстрируют устойчивый рост. Порядка 90000 человек в Перу работают в чилийских компаниях, также в Чили проживает около 150 000 перуанцев.